# Авенир (вестник)
„Авенир“ (на ладино: El Avenir, в превод Бъдеще) е сефарадски еврейски вестник, излизал в Солун, Османската империя в края на ХІХ век и началото на ХХ век.
Вестникът е на ционистки позиции, занимава се с икономика и литература. Списва се на ладински с еврейска писменост. Директор е Моше Малах, а редактор – Давид Флорентин.
Вестникът започва да излиза от 1897 година като търговска и идеологическа конкуренция на двата вестника на семейство Леви – ладинския „Епока“ и френския „Журнал дьо Салоник“. „Авенир“, който е с по-добро качество и по-добър език от „Епока“, подкрепя ционизма, докато семейство Саади – франкоюдаизма.
От 1900 до 1918 година излиза (от 1913 година вече в Гърция) като „Нуево Ел Авенир“ 2 пъти в седмицата.